# Michael Grytz
Michael Grytz (* 10. Oktober 1961 in Gelsenkirchen-Buer) ist ein deutscher Journalist und Fernsehkorrespondent im ARD-Auslandsstudio Brüssel.

## Leben
Michael Grytz ist seit 2016 Fernsehkorrespondent der ARD im Europastudio Brüssel. Schwerpunkte der Berichterstattung sind Wirtschafts- , Handels- und Finanzpolitik, Energiesicherheit sowie Außen- und Sicherheitspolitik. Zum Berichtsgebiet gehört der gesamt Benelux-Raum. Zwischen 2000 und 2006 war Michael Grytz bereits als Redakteur und Korrespondent in Brüssel tätig, baute die Sendung „Bericht aus Brüssel“ auf und berichtete über den Verfassungskonvent der Europäischen Union.
Zwischen 2006 und 2016 arbeitete Grytz in der Fernsehwirtschaftsredaktion des Westdeutschen Rundfunks und war unter anderem verantwortlich für die Sendungen „Markt“ und „Plusminus“. In dieser Zeit entwickelte er das mehrfach ausgezeichnete Format „Gegen den Strich“.
Nach seinem Volontariat beim WDR arbeitete Grytz im WDR-Landesstudio Bielefeld, war Gründungsmitglied des ARD-Morgenmagazins sowie Tagesschau-Reporter, unternahm Reportagereisen in die USA, Afrika und Europa und drehte regelmäßig Dokumentationen.
Zwischenzeitlich lehrte er an der TU Dortmund und gab Fernsehseminare in Südafrika, Tansania und Vietnam. Michael Grytz studierte in Münster Politikwissenschaften mit Schwerpunkt BWL und VWL.

## Filmografie
- 1991: „Dr. Oetker – Dokumentation über das Lebensmittelunternehmen“
- 1993: „Gewollt, gemanagt, genehmigt – Dokumentation über Waffenlieferungen in den Irak“
- 1994: „Der Möbelmacher – Dokumentation über Europas größten Möbelhersteller“
- 1996: „Washington, D.C.: US-Präsidentschaftswahlkampf“
- 1998: „Börsenspiel im ARD Morgenmagazin“ u. a. mit Rolf Zacher
- 2001: „Auf Biegen und Brechen: Geschichte und Übernahme von Mannesmann“
- 2002: „Anatolische Herausforderung: Pro und Kontra Türkeibeitritt“
- 2003: „Schmuggler, Schiffe, Seeleute: Der Rotterdamer Hafen“
- 2004: „Belgiens Königshaus“
- 2004: „Der Verführer: Chocolatier Pierre Marcolini“
- 2005: „Frittentour: Roadmovie durch Belgien“
- 2006: „Das Superkonto – der Griff nach den EU-Milliarden“
- 2007: „Die Story: Todesfahrt im Fischerboot“
- 2011: „Markencheck: Ikea“
- 2012: „Markencheck: Coca Cola“
- 2012 – 2016: „Gegen den Strich“
- 2017: „Weltspiegel-Reportage: Rotterdam“[6]
- 2021: „Exklusiv im Ersten: Die Macht der Drogenmafia“[7]
- 2022: „Zukunftsenergie Wasserstoff“[8]

## Auszeichnungen
- 2002: Herbert-Quandt Medienpreis
- 2008: Civis-Medienpreis
- 2008: Filmpreis des evangelischen Entwicklungsdienstes
- 2015: Friedrich Vogel-Preis für Wirtschaftsjournalismus
- 2015: Rias-Preis
- 2015: Journalistenpreis der Volks- und Raiffeisenbanken
- 2016: Saure Gurke

## Nominierungen
- Ernst-Schneider-Preis